# 休伊特 (明尼蘇達州)
休伊特（英語：Hewitt）是一個位於美國明尼蘇達州托德縣的城市。

## 歷史
休伊特於1891年成立，得名自早期定居者亨利·休伊特（Henry Hewitt）。休伊特的郵局自1891年營運至今。

## 人口
根據2020年美國人口普查的數據，休伊特的面積為5.34平方千米，皆為陸地。當地共有人口251人，而人口密度為每平方千米47人。